# Муневер Ризвич
Муневер Ризвич (босн. Munever Rizvić, нар. 4 листопада 1973, Тузла, СФРЮ) — боснійський футболіст та тренер, виступав на позиції захисника.

## Клубна кар'єра
Народився в місті Тузла. Вихованець клубу «Будучност» (Бановичі), у складі дорослої команди цього клубу виступав з 1991 по 1997 рік. У 1997 році перейшов до столичного «Олімпіка», кольори якого захищав до 2000 року. У 2000 році повернувся до рідної «Будучності», кольори якої захищав до 2001 року.
У 2001 році виїхав до Росії, де підписав контракт зі столичним ФК «Москва». У складі «Москви» дебютував у Вищому дивізіоні 19 лютого 2001 року в переможному (1:0) домашньому поєдинку 10-го туру проти раменського «Сатурна». Муневер вийшов на поле в стартовому складі та відіграв увесь матч. Дебютним голом у складі «москвичів» відзначився 9 вересня 2001 року на 51-ій хвилині переможного (3:0) виїзного поєдинку 1/16 фіналу кубку Росії проти нижньокамського «Нафтохіміка». Ризвич вийшов на поле в стартовому складі та відіграв увесь матч. Єдиним голом у РПЛ відзначився 24 квітня 2004 року на 66-ій хвилині нічийного (2:2) домашнього поєдинку 8-го туру проти краснодарської «Кубані». Муневер вийшов у стартовому складі та відіграв увесь матч, а на 28-ій хвилині отримав «попередження». У футболці «москвичів» у російському чемпіонаті зіграв 92 матчі та відзначився 1 голом. У декількох матчах був капітаном команди.
У 2005 році повернувся до рідного клубу «Будучност» (Бановичі), в складі якого зіграв 22 матчі. У 2006 році знову виїхав за кордон, цього разу до Казахстану, де став гравцем місцевого «Актобе». Дебютував у футболці «Актобе» 15 квітня 2006 року в нічийному (0:0) виїзному поєдинку 2-го туру казахстанської Суперліги проти карагандинського «Шахтаря». Ризвич вийшов у стартовому складі та відіграв увесь матч. Єдиним голом у складі актюбинської команди відзначився 10 травня 2006 року на 68-ій хвилині переможного (5:1) домашнього поєдинку 1/8 фіналу кубку Казахстану проти «Ордабаси». Муневер вийшов на поле на 62-ій хвилині, замінивши Костянтина Головського У футболці казахського клубу у національному чемпіонаті зіграв 2 поєдинки, але вже незабаром повернувся до «Будучності». Проте на футбольне поле в складі клубу з Бановичів вже не виходив.

## Кар'єра в збірній

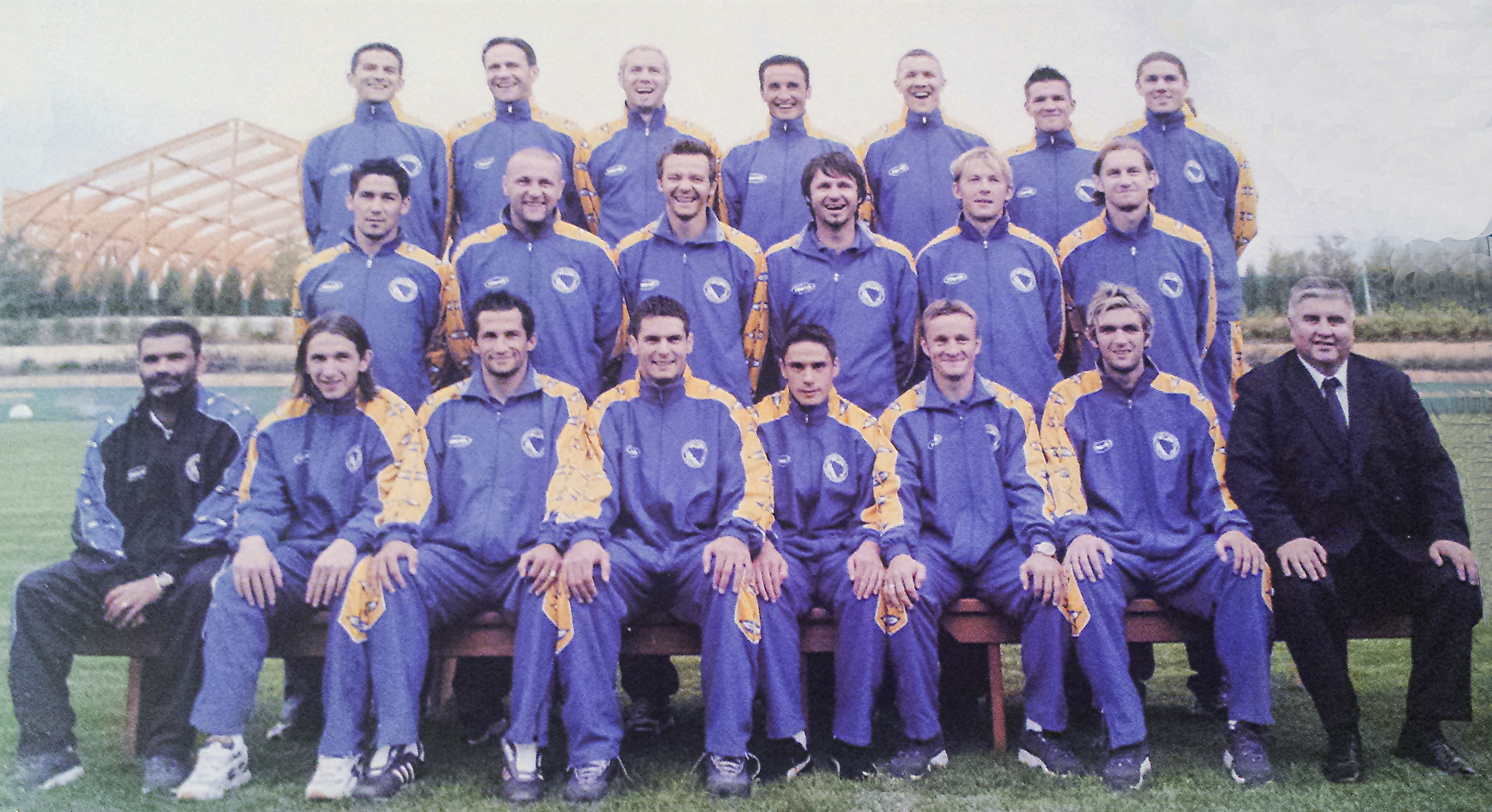
Склад національної збірної Боснії і Герцеговини напередодні матчів кваліфікації Євро 2004.

З 1999 по 2002 рік зіграв 5 матчів у футболці національної збірної Боснії і Герцеговини.

## Кар'єра тренера
З 2008 року працює головним тренером боснійського клубу «Будучност» (Бановичі).